# Pipas (série de televisão)
Pipas é uma série de animação brasileira criado e dirigido por Bruno Bask, produzido pelo Mono Animation para o canal de televisão por assinatura Gloobinho, foi exibido desde 27 de agosto de 2024. A série mostra quatro pequenas pipas que possuem formas distintas e carregam nomes de pipas populares do Brasil: Capu (Capucheta), Dado (Quadrado), Papagaio e Peixinho. Junto com o Dracão, que vive em um Farol da Lua, elas voam livremente pelo mundo do céu para brincar e se aventurar em lugares fantásticos escondidos por entre as nuvens.

## Personagens

### Principais
- Capu (voz da Luiza Cáspary) – O protagonista atenta aos sentimentos, mobiliza as amigas para as aventuras. Feita de caderno com fitas coloridas, ela é o coração do grupo.
- Dado (voz da Audrei Hüllen) – Cheio de boas intenções, mas sem muita coragem. Propõe ótimas soluções e enfrenta suas limitações com a ajuda das amigas.
- Papagaio (voz da Ana Paula Schneider) –Amiga de uma boa risada, assume seu lado marujo durante as missões. Suas piadas nem sempre são bem recebidas, mas ela enfrenta qualquer desafio com confiança.
- Peixinho (voz da Luiza Porto) – Imprevisível e caótica, segue uma lógica ilógica. Seus movimentos audaciosos frequentemente oferecem soluções inesperadas.
- Dracão (voz do Hugo Picchi Neto) – Uma pipa dragão que ajuda a solucionar mistérios. Estabanado, mas adorado pelas pipas, fornece pistas essenciais com seu faro poderoso.

### Recorrentes
- Sr. Carretel (voz do Hugo Picchi Neto) – Um senhor experiente e sábio, Sr. Carretel vive se enrolando nas próprias linhas. Ele oferece conselhos e é casado com Sra. Novelo, vivendo na Fazenda das Nuvelhas.
- Sra. Novelo (voz da Luiza Cáspary) – A melhor cozinheira e estilista da região, Sra. Novelo é uma figura maternal para o grupo. Ela ensina a importância do trabalho em equipe e cuida das Nuvelhas.
- Mestre Vento (voz do Rodrigo Miallaret) – O narrador da série, Mestre Vento é uma presença constante, guiando o público pelas aventuras das Pipas.

## Produção e exibição

### Origem
A origem das Pipas foi o projeto de animação da produtora Mono Animation, associada por BRAVI (Brasil Audiovisual Independente) e Brazilian Content, no Festival de Annecy e o MIFA em 2020, e recebeu o prêmio de melhor projeto de animação seriada no Ventana Sur na Argentina em dezembro de 2019. O projeto foi selecionado entre cerca de 200 inscrições para a sessão pitching "Animation!" no dia 17 de junho, em "La Liga de la Animación Iberoamericana in FocusLive".

### Série de TV
A série de animação Pipas começou a ser produzida em 3 de maio de 2024 pelo Mono Animation. Em três meses depois, a Mono Animation e parceria com o canal infantil Gloobinho (pertencente á Globo), anunciou que a série Pipas estreará em terça-feira dia 27 de agosto, às 11h35, que será no total de 26 episódios. Bruno Bask, o criador e diretor da série, comentou que o objetivo do programa é fazer com que as crianças valorizem a amizade, a coragem e a criatividade. Disse ainda que cada um dos personagens foi desenvolvido para ensinar de uma forma divertida:

"Estamos muito empolgados com a estreia de ‘Pipas’ no Gloobinho. Nossa equipe trabalhou arduamente para criar uma série que não apenas entretém, mas também inspira as crianças a valorizarem a amizade, a coragem e a criatividade. Cada personagem foi cuidadosamente desenvolvido para trazer lições valiosas de uma forma divertida e envolvente".

A série foi exibida também no canal irmão Gloob desde 12 de outubro de 2024, aos sábados e domingos.

### Elenco de vozes
O elenco de vozes originais conta com grandes nomes: Ana Paula Schneider, conhecida por sua voz como Cebolinha (em Vamos Brincar com a Turma da Mônica) e Elena Fisher (na série de jogos Uncharted), emprestará sua voz à Papagaio. Audrei Hullen, famosa por interpretar Liz (em The Saint’s Magic Power is Omnipotent), dará voz a Dado. Hugo Picchi Neto, que já dublou nove personagens em Irmão do Jorel, será a voz de Dracão e do Sr. Carretel. Luiza Caspary, a voz da Ellie (em The Last of Us), interpretará Capu e da Sra Novelo. Luiza Porto, conhecida por sua voz como Faísca (em Elementos da Disney e Pixar), dará vida a Peixinho. A série ainda conta com a participação de Rodrigo Miallaret como narrador, o Mestre Vento.

### Música de abertura
A música de abertura da série de animação Pipas foi composto e interpetado pelo cantor Gilberto Gil, e foi gravado e produzido no próprio estúdio do artista (Gege Produções Artísticas), na zona sul do Rio de Janeiro. O momento contou com a presença do diretor da animação, Bask, que se emocionou ao ver sua obra ganhar vida através da trilha sonora de Gil. Bask disse sobre a colaboração de Gil:

"Estou extremamente honrado em ter a oportunidade de colaborar com Gilberto Gil neste projeto incrível. Transformar pipas, minha brincadeira predileta de infância, em animação, somado a musicalidade de Gil, está sendo uma experiência de conexão entre gerações. Estamos ansiosos para compartilhar essa emocionante jornada com o público".
Posteriormente, Gil falou um pouco sobre essa história:

“Eu tenho uma relação longa e muito interessante com o público infantil no Brasil. É muito importante e valoroso pra mim ter esse relacionamento com o mundo da fantasia infantil. Sobre a temática desta animação, ela remete a minha infância no Santo Antônio. Afinal, eu empinava as minhas pipas nos fundos da minha casa que dava para o fundo de outras casas e eu adorava assistir aos empinadores com suas pipas: a beleza e o encantamento das Pipas flutuando no céu.”

## Episódios
| N.º na série | N.º na temp. | Título                              | Exibição original (Gloobinho) | Lançamento original (Globoplay) |
| --- | ------------ | ----------------------------------- | ----------------------------- | ------------------------------- |
| 1 | 1            | "Lá Vem o Pato"                     | 27 de agosto de 2024          | 28 de agosto de 2024            |
| As Pipas brincam de esconde-esconde na Nuvem Parquinho quando um Patinho que ainda está aprendendo a voar cai do céu. Capu, encantada, adota e acolhe o indefeso novo amigo.                  |              |                                     |                               |                                 |
| 2 | 2            | "Mentira Tem Rabiola Curta"         | 28 de agosto de 2024          | 29 de agosto de 2024            |
| Papagaio inventa uma história absurda para as outras pipas. Ninguém acredita nele, até que tudo muda com a chegada de uma Pipa-Polvo de verdade.                                              |              |                                     |                               |                                 |
| 3 | 3            | "Chocalho"                          | 29 de agosto de 2024          | 30 de agosto de 2024            |
| Peixinho se prepara para o Festival Musical dos Nunus, mas sua falta de habilidade musical preocupa os amigos. Até que ela encontra um chocalho mágico que a faz cantar perfeitamente.        |              |                                     |                               |                                 |
| 4 | 4            | "Avião de Rolimã"                   | 30 de agosto de 2024          | 31 de agosto de 2024            |
| Capu, Papagaio e Peixinho se encantam com o avião de rolimã que Dado ganhou, mas acabam o quebrando.                                                                                          |              |                                     |                               |                                 |
| 5 | 5            | "O Nó Entre Nós"                    | 2 de setembro de 2024         | 3 de setembro de 2024           |
| As rabiolas de Dado e Peixinho se enroscam durante uma discussão, e os amigos não conseguem escolher juntos em qual atração do Parque do Arco-Íris brincar.                                   |              |                                     |                               |                                 |
| 6 | 6            | "Como se Moldam as Nuvens"          | 3 de setembro de 2024         | 4 de setembro de 2024           |
| As pipas embarcam em uma excursão para explorar a fascinante máquina de fazer nuvens, localizada no alto da fazenda do Sr. Carretel.                                                          |              |                                     |                               |                                 |
| 7 | 7            | "A Nuvenzinha Vermelha"             | 4 de setembro de 2024         | 5 de setembro de 2024           |
| No parquinho das nuvens, as pipas estão formando uma banda musical, menos Capu, que chega atrasada com uma misteriosa nuvenzinha vermelha sobre a cabeça.                                     |              |                                     |                               |                                 |
| 8 | 8            | "A Fábula da Bagunça"               | 5 de setembro de 2024         | 6 de setembro de 2024           |
| Peixinho, Dado e Papagaio se divertem no parquinho fazendo muita bagunça, o que irrita Capu, que adora deixar tudo arrumadinho.                                                               |              |                                     |                               |                                 |
| 9 | 9            | "Minha Naninha"                     | 6 de setembro de 2024         | 7 de setembro de 2024           |
| Encantada com o Pintinho de Corda da Peixinho, Capu decide tentar uma troca: ela oferece sua querida naninha de bebê em troca do brinquedo.                                                   |              |                                     |                               |                                 |
| 10 | 10           | "Um Pirata de Verdade"              | 9 de setembro de 2024         | 10 de setembro de 2024          |
| Papagaio lidera uma caça ao tesouro quando dá de cara com Helinho, um balão que diz ser um pirata de verdade. Querendo provar que também é um pirata, ele voa em busca de um suposto tesouro. |              |                                     |                               |                                 |
| 11 | 11           | "A Noite das Estrelas de Artifício" | 10 de setembro de 2024        | 11 de setembro de 2024          |
| Na tradicional noite das estrelas de artifício, as Pipas vão assistir ao espetáculo junto com Dracão, que tem medo do barulho dos fogos.                                                      |              |                                     |                               |                                 |
| 12 | 12           | "Batalha de Bolinhos"               | 11 de setembro de 2024        | 12 de setembro de 2024          |
| Para animar Dado depois de um pequeno machucado, a turma decide fazer bolinhos, mas acabam entrando em uma disputa pelo melhor doce.                                                          |              |                                     |                               |                                 |
| 13 | 13           | "A Busca pelo Gigante Cantante"     | 12 de setembro de 2024        | 13 de setembro de 2024          |
| Papagaio tem um sonho: ver o lendário Gigante Cantante. As pipas decidem ir atrás desta estranha criatura e, ao seguirem uma antiga cantiga, deparam-se com três figuras misteriosas.         |              |                                     |                               |                                 |
| 14 | 14           | "Figurinhas das Pipas Lendárias"    | 9 de dezembro de 2024         | 10 de dezembro de 2024          |
| Dracão enfrenta uma coceira intensa, então Sr. Carretel o leva ao consultório. Ao descobrir que Dracão precisará ficar longe, as Pipas se oferecem para cuidar do Farol da Lua.               |              |                                     |                               |                                 |
| 15 | 15           | "Inspetor Dado e Sola Dura"         | 10 de dezembro de 2024        | 11 de dezembro de 2024          |
| As pipas descobrem um misterioso objeto caindo do céu: um sapato velho. Inspetor Dado tenta desvendar o mistério com os amigos, mas todas as teorias falham.                                  |              |                                     |                               |                                 |
| 16 | 16           | "Contando Nuvelhas"                 | 11 de dezembro de 2024        | 12 de dezembro de 2024          |
| Na fazenda, Capu cuida das nuvelhas do Sr. Carretel, quando Peixinho, sofrendo de insônia, alerta sobre uma suposta pipa-lobo, gerando uma grande confusão.                                   |              |                                     |                               |                                 |
| 17 | 17           | "Celeste"                           | 12 de dezembro de 2024        | 13 de dezembro de 2024          |
| As pipas descobrem um misterioso objeto caindo do céu: um sapato velho. Inspetor Dado tenta desvendar o mistério com os amigos, mas todas as teorias falham.                                  |              |                                     |                               |                                 |
| 18 | 18           | "O Melhor Rei"                      | 13 de dezembro de 2024        | 14 de dezembro de 2024          |
| Em uma brincadeira, as Pipas entram em uma disputa para descobrir quem é o melhor rei. Tudo vai bem até que, na vez de Dado, a brincadeira acaba.                                             |              |                                     |                               |                                 |
| 19 | 19           | "Doces ou Travessuras"              | 16 de dezembro de 2024        | 17 de dezembro de 2024          |
| Em uma brincadeira, as Pipas entram em uma disputa para descobrir quem é o melhor rei. Tudo vai bem até que, na vez de Dado, a brincadeira acaba.                                             |              |                                     |                               |                                 |
| 20 | 20           | "O Pacote Misterioso"               | 17 de dezembro de 2024        | 18 de dezembro de 2024          |
| Depois de receber um pacote para entregar a Capu, Dado acaba derrubando a caixa e quebrando o que tem dentro. Para disfarçar, ele inventa que o pacote é um primo distante.                   |              |                                     |                               |                                 |
| 21 | 21           | "A Entrega da Cegonha"              | 18 de dezembro de 2024        | 19 de dezembro de 2024          |
| Seu Cegonha, o carteiro, voa para entregar duas petequinhas gêmeas bebês. Já muito cansado da viagem, ele aceita tirar uma soneca enquanto as Pipas cuidam delas.                             |              |                                     |                               |                                 |
| 22 | 22           | "Super Dado"                        | 19 de dezembro de 2024        | 20 de dezembro de 2024          |
| As Pipas estão fazendo manobras na rampa de nuvem, exibindo suas habilidades, mas Dado se sente incapaz de executar manobras radicais, apesar da ajuda dos amigos.                            |              |                                     |                               |                                 |
| 23 | 23           | "A Lenda dos Nunus"                 | 20 de dezembro de 2024        | 21 de dezembro de 2024          |
| Capu explora o Bosque em busca de frutinhas, mas tudo está seco. Quando Peixinho chega com uma maçã, um nunu pega a fruta e a entrega para o Nunu-Lagarta Gigante.                            |              |                                     |                               |                                 |
| 24 | 24           | "Dado, o Mágico"                    | 23 de dezembro de 2024        | 24 de dezembro de 2024          |
| Sr. Carretel empresta sua antiga maleta mágica a Dado. Ao tentar fazer sua primeira mágica, ele acaba fazendo Peixinho desaparecer dentro da cartola.                                         |              |                                     |                               |                                 |
| 25 | 25           | "Faro de Detetive"                  | 24 de dezembro de 2024        | 25 de dezembro de 2024          |
| Depois de Dracão solucionar um mistério antes de Dado, ele aproveita o sumiço de um bolo da Sra. Novelo para provar que é o melhor detetive.                                                  |              |                                     |                               |                                 |
| 26 | 26           | "Sinfonia dos Ventos"               | 25 de dezembro de 2024        | 26 de dezembro de 2024          |
| Ao tentarem formar uma banda, as pipas conhecem a Nuvem Musical, onde cada instrumento mágico controla algo no clima, como o vento, chuva e sol.                                              |              |                                     |                               |                                 |

## Prêmios
| Ano  | Prêmio                   | Categoria                                      | Indicado | Resultado         |
| ---- | ------------------------ | ---------------------------------------------- | -------- | ----------------- |
| 2025 | Festival Chilemonos 2025 | Competência Latinoamericana de Séries Animadas | Pipas    | Venceu (3º Lugar) |
| 2025 | Festival ComKids 2025    | Categoria até 6 anos                           | Pipas    | Finalista         |